# Ben Vermeulen
Bernardus Petrus (Ben) Vermeulen (Willemstad (Curaçao), 9 maart 1957) is een Nederlands jurist. Vermeulen is lid van de Raad van State  en hoogleraar aan de Vrije Universiteit Amsterdam en aan de Radboud Universiteit. Hij is gespecialiseerd in het Nederlandse en internationale onderwijsrecht, het vreemdelingenrecht en heeft deskundigheid op het gebied van mensenrechten, zoals het gelijkheidsbeginsel, de vrijheid van godsdienst en meningsuiting.

## Loopbaan
Na zijn studies rechten en wijsbegeerte aan de Erasmus Universiteit Rotterdam promoveerde Vermeulen in juni 1989 cum laude aan dezelfde universiteit op het proefschrift De vrijheid van geweten, een fundamenteel rechtsprobleem; promotores waren Piet Akkermans en Koo van der Wal. Daarna vervulde hij diverse docerende functies in het hbo, aan de universiteiten van Rotterdam, Utrecht en Nijmegen, voor hij in 1994 werd benoemd tot hoogleraar in de rechtsfilosofie aan de Radboud Universiteit Nijmegen (destijds Katholieke Universiteit Nijmegen). In dat jaar werd hij ook lid van de Onderwijsraad, wat hij tot 2008 zou blijven. Op 1 januari 1999 werd hij in Amsterdam aan de Vrije Universiteit benoemd als hoogleraar staats- en bestuursrecht en onderwijsrecht, wat hij tot aan zijn benoeming in de Raad van State zou blijven, daarna parttime. Daarnaast is hij sinds 1999 bijzonder hoogleraar onderwijsrecht aan de Universiteit van Tilburg en de Radboud Universiteit Nijmegen. Vermeulen vervult diverse redactiefuncties bij tijdschriften, handboeken enz. Hij is bestuurslid van de Education Law Association, het Centrum voor Kerk en Recht en de Nederlandse Vereniging voor Onderwijsrecht.
Tijdens zijn loopbaan heeft Vermeulen deel uitgemaakt van diverse adviesraden en commissies, waaronder de Adviescommissie Algemeen Theoretische Vragen van NWO, de Adviesraad voor Vreemdelingenzaken en de Commissie van Venetië.
Vermeulen werd in 2009 benoemd tot lid van de Koninklijke Nederlandse Akademie van Wetenschappen.
Leden:
Koning der Nederlanden · 
Th.C. de Graaf (vice-president) · 
R. Uylenburg (voorzitter ABRvS) · 
J.E.M. Polak · 
H.G. Sevenster ·  
L.F.M. Verhey ·  
B.P. Vermeulen 

Staatsraden: 
C.H.M. van Altena ·
T. Avedissian* ·
H.J.M. Baldinger · 
A.W.M. Bijloos · 
J.C. Boeree* ·
C.J. Borman ·
J.H. van Breda ·
B.J. Bruins ·
K.M. Buitenweg ·
W.D. Bult-Spiering ·  
E.J. Daalder ·
J.Th. Drop · 
V.V. Essenburg · 
B.J. van Ettekoven · 
M.W.C. Feteris* ·
J.J.W.P. van Gastel · 
F.H.G. de Grave · 
J.W. van de Gronden* ·
G. de Groot* ·
J.F. de Groot · 
J. Gundelach ·
G.J.J. Heerma van Voss ·
S.J.C. Hemels · 
M. den Heijer · 
J. Hoekstra · 
G.J.H. Houtzagers · 
G.T.J.M. Jurgens ·
M.M. Kaajan · 
P.H.A Knol · 
R.W.L. Koopmans* · 
A. Kuijer · 
C.C.W. Lange ·
B. Meijer ·
E.A. Minderhoud ·
A.J.C. de Moor-van Vugt ·
J.M.L. Niederer ·
A.G.A. Nijmeijer* ·
W. den Ouden · 
J.C.A. de Poorter · 
B.P.M. van Ravels · 
J. Schipper-Spanninga ·  
J.A.W. Scholten-Hinloopen ·
C.H. Sieburgh* ·
N.J. Schrijver ·
Th.G.M. Simons* · 
G. Snijders* ·
M. Soffers · 
G. Snijders* · 
E. Steendijk ·
A.L.J. van Strien* · 
R.J.M. van den Tweel ·
A. ten Veen · 
G.O. van Veldhuizen ·
H.C.P. Venema ·
D.A. Verburg ·
N. Verheij · 
M.B. Vos ·
P.J. Wattel* ·
R.J.G.M. Widdershoven* ·
J.M. Willems · 
C.M. Wissels · 
S.F.M. Wortmann · 
R. van Zwol 
(*staatsraad in buitengewone dienst)

Staatsraad van het Koninkrijk:
M.G.M. Schwengle (Aruba) · P.R.J. Comenencia (Curaçao) · M.C. van der Sluijs-Plantz (Sint Maarten)